# 1893 у літературі

## Твори
- Артур Конан Дойл — «Вигнанці».
- Генрі Райдер Гаґґард — «Дочка Монтесуми».
- Жуль Верн — «Клодіус Бомбарнак».
- Оскар Вайлд — «Саломе».
- Оскар Вайлд — «Жінка, не варта уваги».

## Народились
- 7 липня — Маяковський Володимир Володимирович, російський радянський поет (помер у 1930).

## Померли
- 6 липня — Гі де Мопассан (фр. Guy de Maupassant), французький письменник (народився в 1850).
- 8 вересня — Мішель Ленц (нім. Michel Lentz), люксембурзький поет, автор тексту гімну Люксембургу «Ons Hémécht» (народився в 1820).